# One Fish, Two Fish, Blowfish, Blue Fish
«One Fish, Two Fish, Blowfish, Blue Fish» (с англ. — «Одна рыба, две рыбы, ядовитая рыба, голубая рыба») — одиннадцатый эпизод второго сезона мультсериала «Симпсоны», премьера которого состоялась 27 января 1991 года.

## Сюжет
Мардж приготовила колбасный хлеб, традиционный по всем четвергам. Лиза предлагает сходить куда-нибудь, чтобы их жизнь не была такой однообразной. Гомер долгое время не соглашался, но в конце концов поддался уговорам Лизы. Семья отправилась в японский ресторан.
Там Гомер, поначалу скептически относившийся к японской кухне, после дегустации нескольких суши решает заказать всё, что есть в ресторане. Последним он заказывает фугу или рыбу-собаку: ядовитую рыбу, которую правильно может приготовить только повар, специально учившийся этому. Однако к шеф-повару приехала Эдна Крабаппл, и рыбу пришлось готовить ученику. Придя обратно, Шеф-повар увидел, что Гомер съел ядовитую часть рыбы. Ему срочно вызвали скорую. Доктор Хибберт объявил, что Гомеру осталось жить всего сутки. Готовясь к своему последнему дню, Гомер составил список дел, которые он хочет сделать в этот день. Следующий его день был крайне насыщен: он разговаривал с Бартом, как мужчина с мужчиной, слушал, как Лиза играет на саксофоне, уделил время своему отцу. В то же время он не успел сделать некоторые вещи: встать в шесть утра, чтобы посмотреть восход солнца, и посадить дерево.
Он потратил слишком много времени на отца и, спеша на машине домой, был арестован полицией и посажен в тюрьму. В результате у него не получилось провести ужин с семьёй, и он приступил к своему последнему заданию: «быть интимным» с Мардж.
Ночью, когда вся семья спала, он пошёл на первый этаж начал слушать Библию, читаемую Ларри Кингом.
Утром Мардж обнаружила Гомера скорчившимся в кресле. Она подумала, что он умер, но, подойдя к нему, убедилась в обратном. Гомер, проснувшись, был вне себя от счастья и обещал жить самой полной жизнью. Через миг мы видим, как он проводит свою жизнь после этого происшествия: ест чипсы и смотрит телевизор.